# Episodi de La casa nella prateria (terza stagione)
La terza stagione della serie televisiva La casa nella prateria è stata trasmessa dalla NBC dal 27 settembre 1976 al 4 aprile 1977.
Da segnalare, nell'episodio Un giorno di primavera, l'apparizione di Charles da piccolo, interpretato da Matthew Laborteaux, che dalla quinta stagione entrerà a far parte del cast fisso nel ruolo di Albert.
| nº | Titolo originale             | Titolo italiano                  | Prima TV USA      | Prima TV Italia |
| -- | ---------------------------- | -------------------------------- | ----------------- | --------------- |
| 1  | The Collection               | La colletta                      | 27 settembre 1976 |                 |
| 2  | Bunny                        | Bunny                            | 4 ottobre 1976    |                 |
| 3  | The Race                     | La gara                          | 11 ottobre 1976   |                 |
| 4  | Little Girl Lost             | La bambina perduta               | 18 ottobre 1976   |                 |
| 5  | The Monster of Walnut Grove  | Il mostro di Walnut Grove        | 1º novembre 1976  |                 |
| 6  | Journey in the Spring Part 1 | Un giorno di primavera - parte 1 | 15 novembre 1976  |                 |
| 7  | Journey in the Spring Part 2 | Un giorno di primavera - parte 2 | 22 novembre 1976  |                 |
| 8  | Fred                         | Una capra speciale               | 29 novembre 1976  |                 |
| 9  | The Bully Boys               | I bulli                          | 6 dicembre 1976   |                 |
| 10 | The Hunters                  | I cacciatori                     | 20 dicembre 1976  |                 |
| 11 | Blizzard                     | La tormenta                      | 3 gennaio 1977    |                 |
| 12 | I'll Ride the Wind           | Cavalcherò il vento              | 10 gennaio 1977   |                 |
| 13 | Quarantine                   | La quarantena                    | 17 gennaio 1977   |                 |
| 14 | Little Women                 | Una Piccola Donna                | 24 gennaio 1977   |                 |
| 15 | Injun Kid                    | Il meticcio                      | 31 gennaio 1977   |                 |
| 16 | To Live with Fear Part 1     | Vivere con paura - parte 1       | 14 febbraio 1977  |                 |
| 17 | To Live with Fear Part 2     | Vivere con paura - parte 2       | 21 febbraio 1977  |                 |
| 18 | The Wisdom of Solomon        | Giudizio salomonico              | 7 marzo 1977      |                 |
| 19 | The Music Box                | La scatola musicale              | 14 marzo 1977     |                 |
| 20 | The Election                 | L'elezione                       | 21 marzo 1977     |                 |
| 21 | Gold Country: Part 1         | La terra dell'oro - parte 1      | 4 aprile 1977     |                 |
| 22 | Gold Country: Part 2         | La terra dell'oro - parte 2      | 4 aprile 1977     |                 |

Cast regolare:

Michael Landon (Charles Ingalls)
Karen Grassle (Caroline Quiner Ingalls)
Melissa Gilbert (Laura Ingalls)
Melissa Sue Anderson (Mary Ingalls)
Lindsay e Sidney Greenbush (Carrie Ingalls)

## La colletta
- Titolo originale: The Collection
- Diretto da: Michael Landon
- Scritto da: Arthur Heinemann

### Trama
Il reverendo Alden si ammala durante un viaggio; mentre il religioso è degente, un uomo indossa i suoi abiti e si sostituisce a lui.
- Guest Star: Johnny Cash (Caleb Hodgekiss), June Carter Cash (Mattie Hodgekiss)

## Bunny
- Titolo originale: Bunny
- Diretto da: Michael Landon
- Scritto da: Michael Landon

### Trama
I maltrattamenti di Nellie nei confronti di Bunny, la cavalla che aveva avuto da Laura, provocano alla ragazza un grave incidente durante la corsa, che la costringerà a letto a causa di una commozione cerebrale. Laura, sentendosi in colpa, inizia a prendersi cura di Nellie, ma tutto cambia quando scopre che quest'ultima sta figendo l'invalidità, al fine di ottenere vendetta ed attenzioni; per scusarsi di quanto fatto dalla figlia a Laura, Nels decide infine di ridarle gratuitamente Bunny. 
- Guest Star: Eric Shea (Jason)

## La gara
- Titolo originale: The Race
- Diretto da: William F. Claxton
- Scritto da: John V. Hanrahan

### Trama
Ora che l'amata cavalla Bunny è nuovamente sua, Laura può allenarsi per partecipare ad una gara locale. La data della competizione si avvicina e la ragazza inizia a temere che Nellie ed il suo nuovo cavallo possano battere lei e Bunny ma, incoraggiata dal supporto della famiglia e degli amici, persevera con l'allenamento, riuscendo infine a vincere la competizione e ad avere la meglio una volta di più sulla scostante Harriet.
- Guest Star: Walter Brooke (Sandler)

## La bambina perduta
- Titolo originale: Little Girl Lost
- Diretto da: Michael Landon
- Scritto da: Paul W. Cooper

### Trama
A Walnut Grove torna Wendell Loudy, un vecchio "rivale in amore" del sig. Hanson, ormai vedovo e dipendente dall'alcol, proprio a cercare un lavoro al mulino; i due cominciano subito a beccarsi, fin quando un incidente sconvolge la calma di tutto il villaggio. La piccola Carrie infatti, durante una passeggiata in campagna con Mary e Laura, purtroppo precipita in un pozzo: verrà salvata grazie ad un'intuizione dello stesso Loudy, in seguito alla quale vi sarà anche la riconciliazione con Lars.
- Guest Star: John Ireland (Wendell Loudy)

## Il mostro di Walnut Grove
- Titolo originale: The Monster of Walnut Grove
- Diretto da: William F. Claxton
- Scritto da: John Hawkins

### Trama
Nella notte di Halloween, Laura e Mary hanno il permesso di uscire per la festa e di fare qualche piccolo scherzo in paese, ma spiando dalle finestre degli Oleson vedono Nels tagliare la testa alla moglie! Sarà vero?

## Un giorno di primavera
- Titolo originale: Journey in the Spring
- Diretto da: Michael Landon
- Scritto da: Michael Landon

### Trama
Episodio in due parti:
Parte 1:
Charles è sconvolto dalla notizia della morte di sua madre ma, nonostante il dolore, riesce ad affrontare una questione ben più grave: suo padre Lansford ha ormai perduto la voglia di vivere; dopo averlo salvato da un tentativo di suicidio, Charles si rende conto che la soluzione migliore è quella di portarlo con sé a Walnut Grove.
Parte 2:
Lansford, deluso per non essere riuscito a salvare la cavalla di Laura ed aver fatto soffrire la sua nipotina, decide di lasciare Walnut Grove. Ma Laura, compreso che il nonno aveva fatto il possibile per salvare Bunny, gli chiede di restare.
- Guest Star: Arthur Hill (Lansford Ingalls), Jan Sterling (Laura Colby Ingalls), Matthew Laborteaux (Charles Ingalls bambino), Mark Lenard (Peter Ingalls), Hersha Parady (Eliza Ann Ingalls), Robert Gibbons (capostazione), Jim Boles (allevatore di tacchini)

## Una capra speciale
- Titolo originale: Fred
- Diretto da: William F. Claxton
- Scritto da: Robert Vincent Wright

### Trama
Una famiglia si vuole disfare di un caprone dispettoso e Laura decide di portarlo a casa sua.
- Guest Star: Don "Red" Barry (Sig. Parsons), Joan Tompkins (Sig.ra Parsons), Arthur Space (Phineas Jenks)

## I bulli
- Titolo originale: The Bully Boys
- Diretto da: Victor French
- Scritto da: B.W. Sandefur

### Trama
Un ragazzo che abita insieme ai suoi due fratelli maggiori arriva a scuola dove comincia a fare il bullo, picchiando perfino le compagne, tutte meno Nellie che si è comprata la sua fiducia. Intanto i due fratelli imbrogliano tutto il paese lasciando debiti in ogni negozio. Le ragazze dovranno capire che non bisogna approfittare di loro e, soprattutto, come dare una lezione al piccolo bullo.
- Guest Star: Geoffrey Lewis (Sam Calender), Roy Jenson (George Calender), Michael Le Clair (Bubba Calender)

## I cacciatori
- Titolo originale: The Hunters
- Diretto da: Michael Landon
- Scritto da: Harold Swanton

### Trama
È da tanto tempo che Laura spera di andare a caccia con suo padre e questa volta il suo desiderio viene esaudito. Charles rimane però gravemente ferito a causa di un colpo di fucile sparato accidentalmente dalla stessa Laura e la bambina, accompagnata da un anziano signore non vedente, torna alla ricerca del signor Edwards per trarre in salvo il padre.
- Guest Star: Burl Ives (Sam Shelby), Johnny Crawford (Ben Shelby), Paul Brinegar (Glover), Michael Rougas (Dr. Canby)

## La tormenta
- Titolo originale: Blizzard
- Diretto da: William F. Claxton
- Scritto da: Paul W. Cooper

### Trama
A Walnut Grove una tormenta di neve mette in pericolo la vita dei bambini di ritorno dall'ultimo giorno di scuola, proprio a Natale.
- Guest Star: John Carter (Ted McGinnis), Luana Anders (Lottie McGinnis), Robert Gibbons (capostazione)

## Cavalcherò il vento
- Titolo originale: I'll Ride the Wind
- Diretto da: William F. Claxton
- Scritto da: Paul W. Cooper

### Trama
John, innamorato di Mary, riceve grazie alle sue poesie una borsa di studio per studiare 4 anni all'università di Chicago. Il suo futuro però viene condizionato dal fidanzamento con Mary e dal desiderio del padre di insegnargli il suo mestiere; decide in un primo momento di rinunciare alla borsa di studio per amore di Mary e del padre adottivo, e inizia a fare il contadino nella terra donatagli dall'uomo. Sarà proprio Mary a rendersi conto, più di chiunque, di ciò a cui il ragazzo rinuncerebbe e a spingerlo a non rinunciare: nel finale il giovane parte quindi per Chicago, promettendole di tornare presto, oltre che di scriverle. 
- Guest Star: Walker Edmiston (Sig. Deerling)

## La quarantena
- Titolo originale: Quarantine
- Diretto da: Victor French
- Scritto da: John Hawkins

### Trama
Il signor Edwards porta a Walnut Grove una malattia pericolosa, che colpisce la figlioletta Alicia, con la quale si rinchiude nel capanno per non contagiare gli altri membri della sua famiglia. Laura le si avvicina, contravvenendo alle raccomandazioni della sua famiglia,  ed in seguito alla comparsa di macchie sul corpo, credendo di essere contagiata, rimane con loro in isolamento. Il signor Edwards si lascia andare al doloroso ricordo della perdita della prima moglie e della figlia, prima del lieto fine: Alicia si ristabilisce ed il Dottor Baker scopre, con ilarità, che i sintomi di Laura erano in realtà dovuti al contatto con un'erba urticante.
- Guest Star: Richard Farnsworth

## Una Piccola Donna
- Titolo originale: Little Women
- Diretto da: William F. Claxton
- Scritto da: Dale Eunson

### Trama
A scuola si organizza una recita e si decide di mettere in scena il dramma Piccole donne. Non mancano le battute pungenti di Nellie, durante le prove, nei confronti di una compagna, Ginny Clark. La signora Oleson, complice della figlia, riscriverà parte della storia per lo spettacolo, in modo da mettere Nellie al centro e le altre in ombra. Ginny, che interpreta Jo, più avanti sceglierà di farsi tagliare i capelli per poterli vendere e permettere alla madre, Della, di avere un bel vestito che le consenta di andare alla recita. Proprio sul palco vi sarà il lieto fine, che aprirà gli occhi a Della su molte cose, non solo su sua figlia Ginny ma anche sul signor Harold Mayfield, suo instancabile e gentile corteggiatore, che lei aveva inizialmente mal giudicato.
- Guest Star: Rachel Longaker (Ginny), Kay Peters (Della), Warren Vanders (Harold Mayfield)

## Il meticcio
- Titolo originale: Injun Kid
- Diretto da: Victor French
- Scritto da: Arthur Heinemann

### Trama
A Walnut Grove ritorna dalle praterie forestali Amelia, la coraggiosa figlia di Jeremy Stokes, un vecchio signore che credeva che gli indiani, dieci anni prima, l'avessero rapita, quando invasero Walnut Grove, prima che arrivassero gli Ingalls. Ma Amelia, in realtà, si è sposata con il capo-indiano dei Sioux, Bufalo Pezzato, ed ha avuto un figlio, Aquila Bianca. Ora che Bufalo Pezzato è stato ucciso da alcuni soldati, lei è tornata con il figlio di dieci anni, ma il nonno lo chiama "meticcio" e non accetta la religione del nipote che, pur essendo il primo della classe, viene mandato a scuola con il nome di Joseph Stokes; Aquila Bianca e suo nonno hanno parecchie liti, di domenica in chiesa per differenza di religione, durante le preghiere del ragazzo alla natura con i colori sulla faccia e soprattutto quando un altro ragazzo, Seth, invidioso della sua bravura a scuola, lo vuole picchiare ed Aquila Bianca lo malmena per difesa. Ma dopo il furto di un cavallo che era riuscito ad addestrare e che, secondo la legge indigena, era diventato suo, Stokes non ne può più e, nonostante Charles cerchi di fermarlo come ha sempre fatto prima, lo vuole punire. Per questo Aquila Bianca decide di lasciare casa Stokes. Ma, lungo la via, dei bulli affiancati da Seth, che non ha rinunciato alla sua vendetta, lo circondano nel fiume e lo picchiano selvaggiamente. Ma Laura, innamorata di lui, smaschera una volta per tutte Seth e i bulli, facendoli sospendere dalla scuola. A questo punto Stokes, rendendosi conto delle ferite del nipote e dicendo che è stata colpa sua, si pente e si scusa con lui, accettandolo come nipote insieme alla sua religione e chiedendo alla maestra di modificare il suo nome sul registro di classe da Joseph Stokes ad Aquila Bianca. Ora saranno una bella famiglia con Aquila Bianca che decide di restare, con la madre, dal nonno.
- Guest Star: Caesar Ramirez (Aquila Bianca), George Murdock (Jeremy Stokes), Ivy Jones (Amelia Stokes), Willie Aames (Seth)

## Vivere con paura
- Titolo originale: To Live with Fear
- Diretto da: William F. Claxton
- Scritto da: B.W. Sandefur (episodio 1); John Hawkins (episodio 2)

### Trama
Episodio in due parti.
Parte 1:
Mary fa una brutta caduta: le conseguenze sono più serie di quanto ci si aspetti e deve essere operata.
Parte 2:
Charles, aiutato dal signor Edwards, cerca lavoro per poter pagare la nuova operazione di Mary. Si ritrova a scavare gallerie con la dinamite.
- Guest Star: John McLiam (Harris), James Shigeta (Sam Wing), James Sikking (Franklin), Ivan Bonar (Dr. Mayes), Noni White (Infermiera), Darrell Zwerling (Benson)

## Giudizio salomonico
- Titolo originale: The Wisdom of Solomon
- Diretto da: William F. Claxton
- Scritto da: Scott Swanton

### Trama
Per sfuggire alla dura vita di lavoro quasi schiavistico nei campi, che gli ha portato via il padre prematuramente, Salomone, ragazzo di colore, vuole farsi "comprare" da Charles Ingalls per lavorare nella fattoria ed avere la possibilità di frequentare la scuola.
- Guest Star: Todd Bridges (Salomone Henry)

## La scatola musicale
- Titolo originale: The Music Box
- Diretto da: Michael Landon
- Scritto da: Robert Janes

### Trama
Laura, non vista, ruba un carillon dalla camera di Nellie che in seguito lo scopre ed inizia a ricattarla, fino a costringerla a ferire moralmente Anna Gillberg, già vittima delle angherie di Nellie che ne è gelosa. Questo fatto rattrista Laura che è sua amica e, unitamente alla voce della sua incorruttibile coscienza, la induce a confessare l'accaduto al padre che le consiglia su come porre fine al suo incubo. L'incubo non è soltanto metaforico, perché questa puntata contiene una eccellente rappresentazione dei vari incubi che tormentano Laura: ella sogna di essere gettata in catene in una angusta cella sovraffollata di bambini sporchi ed affamati a cui la madre di Nellie getta dall'alto i rifiuti di cucina su cui essi si avventano con ferocia, mentre vicino alla madre, la perfida Nellie osserva la scena mentre divora un pollo. Laura appare sporca, spettinata, spaventata affamata e disperata. In un altro terribile sogno si vede addirittura condannata a morte trascinata al patibolo dal boia che la strappa dalle braccia dei genitori, venuti ad assistere all'esecuzione. Ogni incubo è per Laura un trauma finché, confessato il furto, si libera della colpa, del ricatto e ripara i danni causati.
- Guest Star: Katy Kurtzman (Anna Gillberg), Lidia Kristen (Sig.ra Gillberg), Fred Stuthman (Giudice)

## L'elezione
- Titolo originale: The Election
- Diretto da: Victor French
- Scritto da: B.W. Sandefur

### Trama
Elmer è un ragazzo apparentemente ritardato che viene preso in giro dai suoi compagni di scuola. Quando si tratta di eleggere il capoclasse, i ragazzi contrappongono alla candidatura di Nellie quella di Mary e dello stesso Elmer, che si illude di essere stato accettato. In realtà è solo un modo per umiliarlo ulteriormente, disperdendo i voti in maggioranza delle ragazze tra le due rappresentanti femminili. Il padre di Elmer intuisce qualcosa e, preoccupato per il figlio, gli proibisce di candidarsi; contravvenendo agli ordini, il ragazzo si presenta ugualmente, venendo infine eletto e suscitando così anche l'orgoglio del padre.
- Guest Star: Eric Olson (Elmer Dobkins), Charles Aidman (Sam Dobkins), Mitzi Hoag (Ellen Dobkins), John Herbsleb (Joel), Dermott Downs (Kenny), Michael Landon Jr. (Jim, uno dei ragazzi), Leslie Landon (Kate, una delle ragazze)

## La terra dell'oro
- Titolo originale: Gold Country
- Diretto da: Michael Landon
- Scritto da: John Hawkins e B.W. Sandefur

### Trama
Episodio in due parti:
Parte 1:
Una stagione piovosa crea molti disagi agli abitanti di Walnut Grove. Charles e il Signor Edwards decidono di partire con le rispettive famiglie alla ricerca dell'oro per poter superare il brutto periodo.
Parte 2:
Dopo aver visto la morte violenta di due uomini, Charles e Isaiah capiscono che l'oro corrompe l'animo umano e decidono di tornare a casa.
- Guest Star: E.J. André (Zachariah), Larry Golden (Reverendo Phillips)